# 韋爾斯 (內華達州)
韋爾斯（Wells）是美國內華達州埃爾科縣的一座城市，埃爾科東方約80公里。韋爾斯是80號州際公路與93號美國國道的交會點。人口1,237人。

## 外部連結
- Wells Chamber of Commerce （页面存档备份，存于）
- Elko County （页面存档备份，存于）
- Wells Branch Library （页面存档备份，存于）
- Early history and photos （页面存档备份，存于）
- Wells High School